# Exclusive (Band)
Exclusive ist eine 2008 gegründete, fünfköpfige Elektropop-Band aus München-Trudering.

## Geschichte
Exclusive wurde 2008 von Markus „Maggus“ Harbauer, Fabian Bottler, Christian „Chris“ Rehländer und Johannes „Jani“ Wimmer in München unter dem Namen The Exclusive gegründet. Bislang ungecastet, zogen sie eigenständig durch Schulkonzerte, Jugendzentren und hatten 2010 schließlich erste Gigs in Münchner Szeneclubs. Im selben Jahr kam Benedikt Höcherl als fünftes Bandmitglied hinzu und ihre erste Indie-Rock-EP wurde über In Bloom Records veröffentlicht. Zu dieser Zeit spielten sie ausverkaufte Konzerte im Münchener Atomic Cafe und traten auch auf dem "Flowerstreet Festival" auf. 
Sie spielten im Vorprogramm von Band of Skulls, Young Rebel Set, Fred, Baby Universal oder The Airborne Toxic Event. Es folgte die erste Single-Auskopplung "Sugar Loona" (feat. Fuiz).
Ab 2011 begannen die fünf Bandmitglieder, ihr Album Nachtmensch zu schreiben, welches 2012 bei Flowerstreet Records erschien. Zum neuen Album wurde auch das „The“ vor „Exclusive“ gestrichen, die englischsprachigen Texte durch deutschsprachige ersetzt und der Sound mit elektronischen Klängen und Synthesizern verbessert. Danach folgten Sendungen im Jugendprogramm des Bayerischen Rundfunks, der 11. Staffel der on3-startrampe. Außerdem hielt sich der Song Nachtmensch über mehrere Wochen in den Charts von EgoFM, den EgoFM42. Im Sommer traten sie unter anderem auf den Festivals Rock am Ring, Rock im Park, Taubertalfestival, Open Flair, Oben ohne und Die Neuen DeutschPoeten auf. Im September 2013 gewann die Gruppe den New Music Award.
Im Oktober 2013 unterschrieb die Band laut mediabiz.de/MusikWoche einen Verlagsdeal bei Universal Music Publishing. Am 22. Mai 2015 wurde ihr zweites Album Neuer Mensch veröffentlicht.
Im Jahr 2019 erschien das dritte Album Lieder für die Autobahn, welches ebenfalls unter dem Label Columbia veröffentlicht wurde.

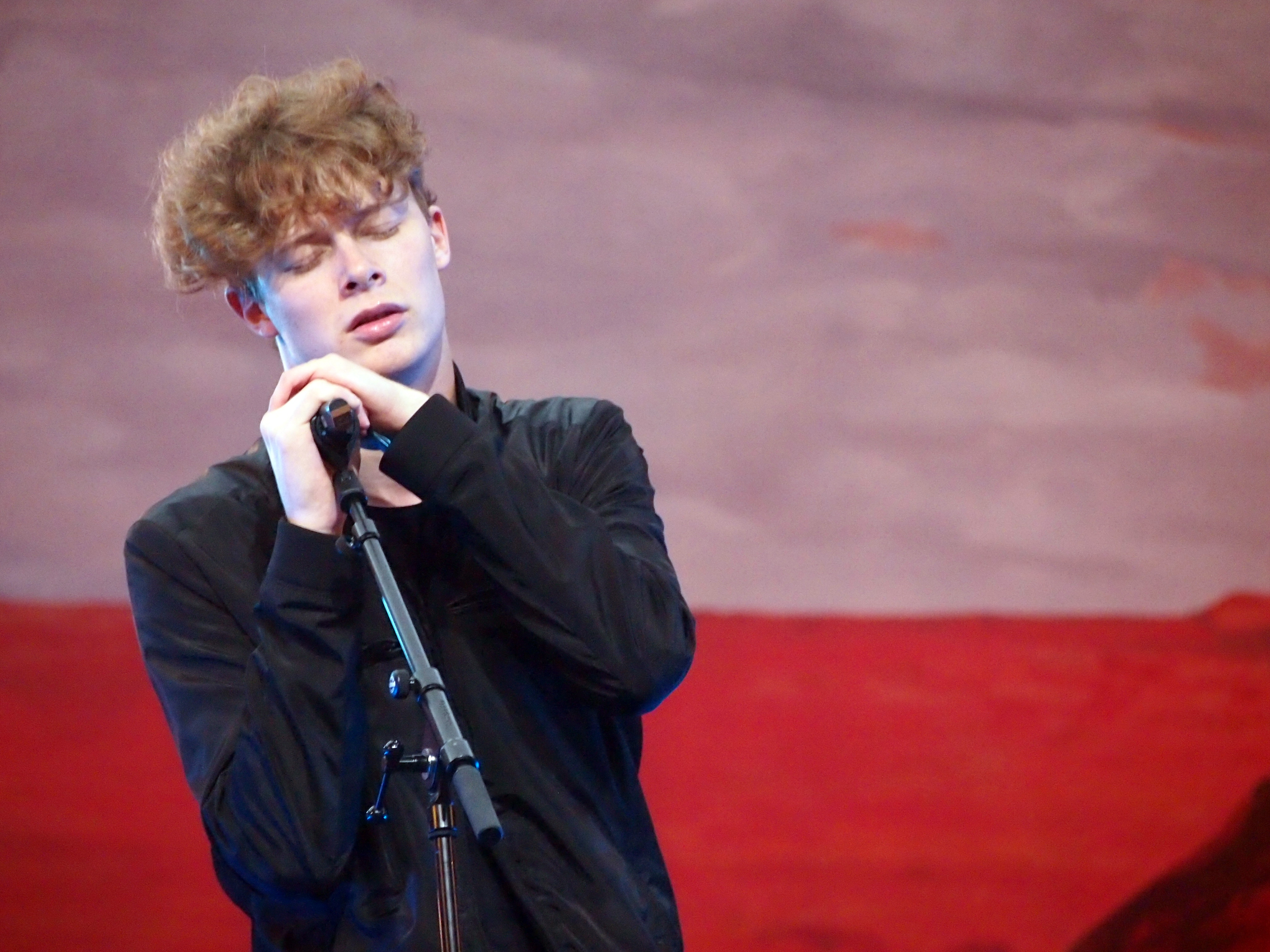
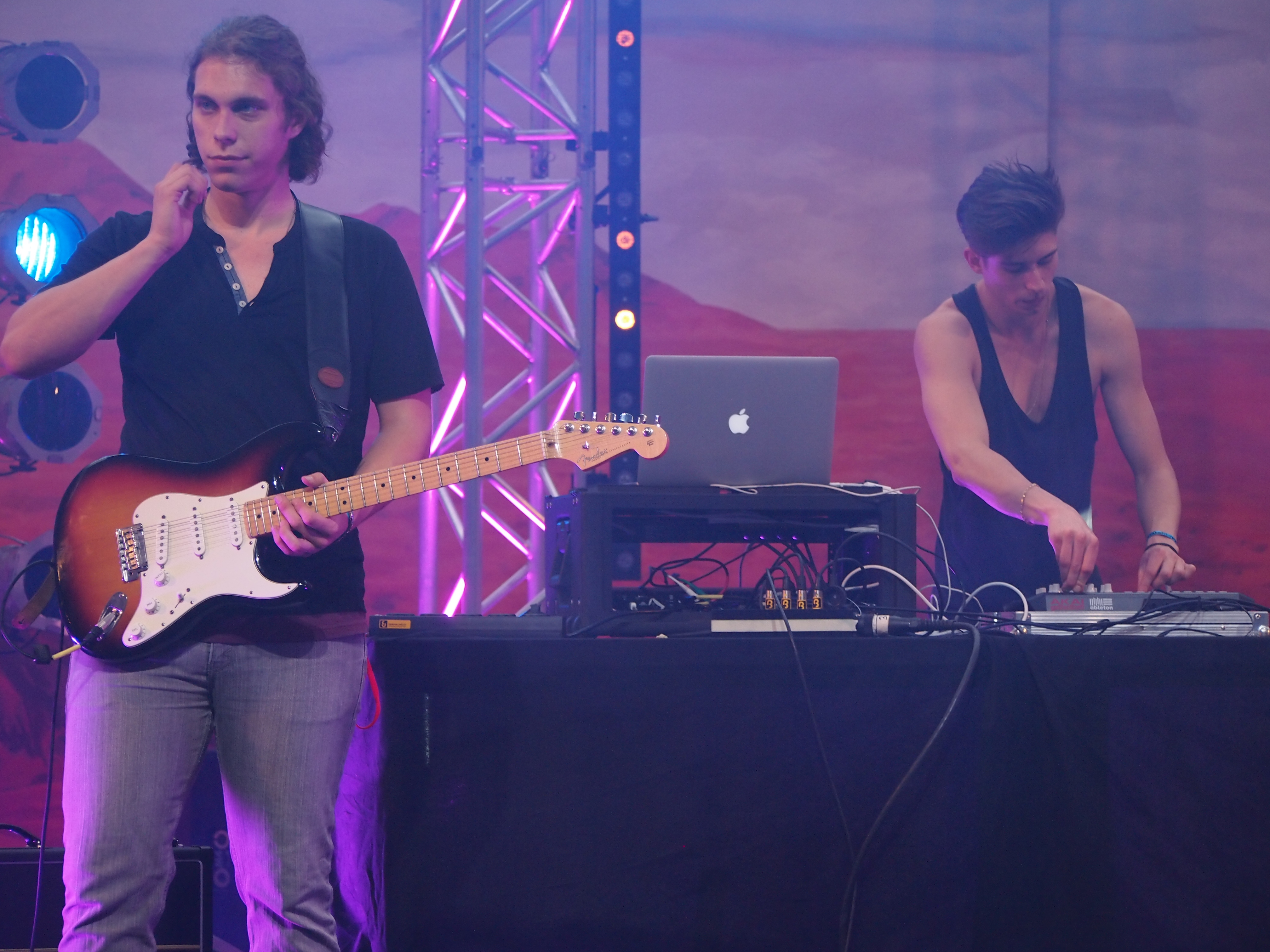
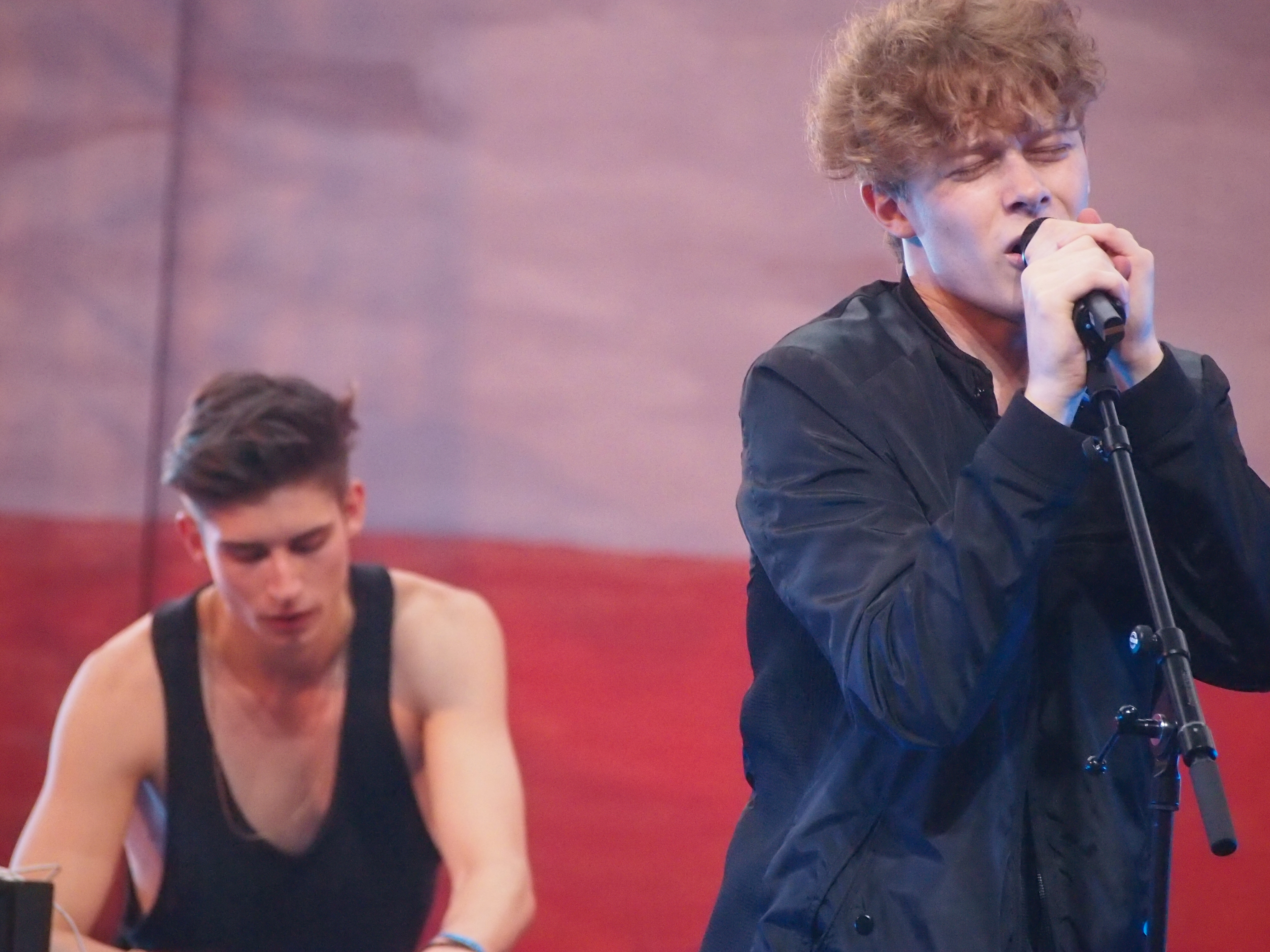
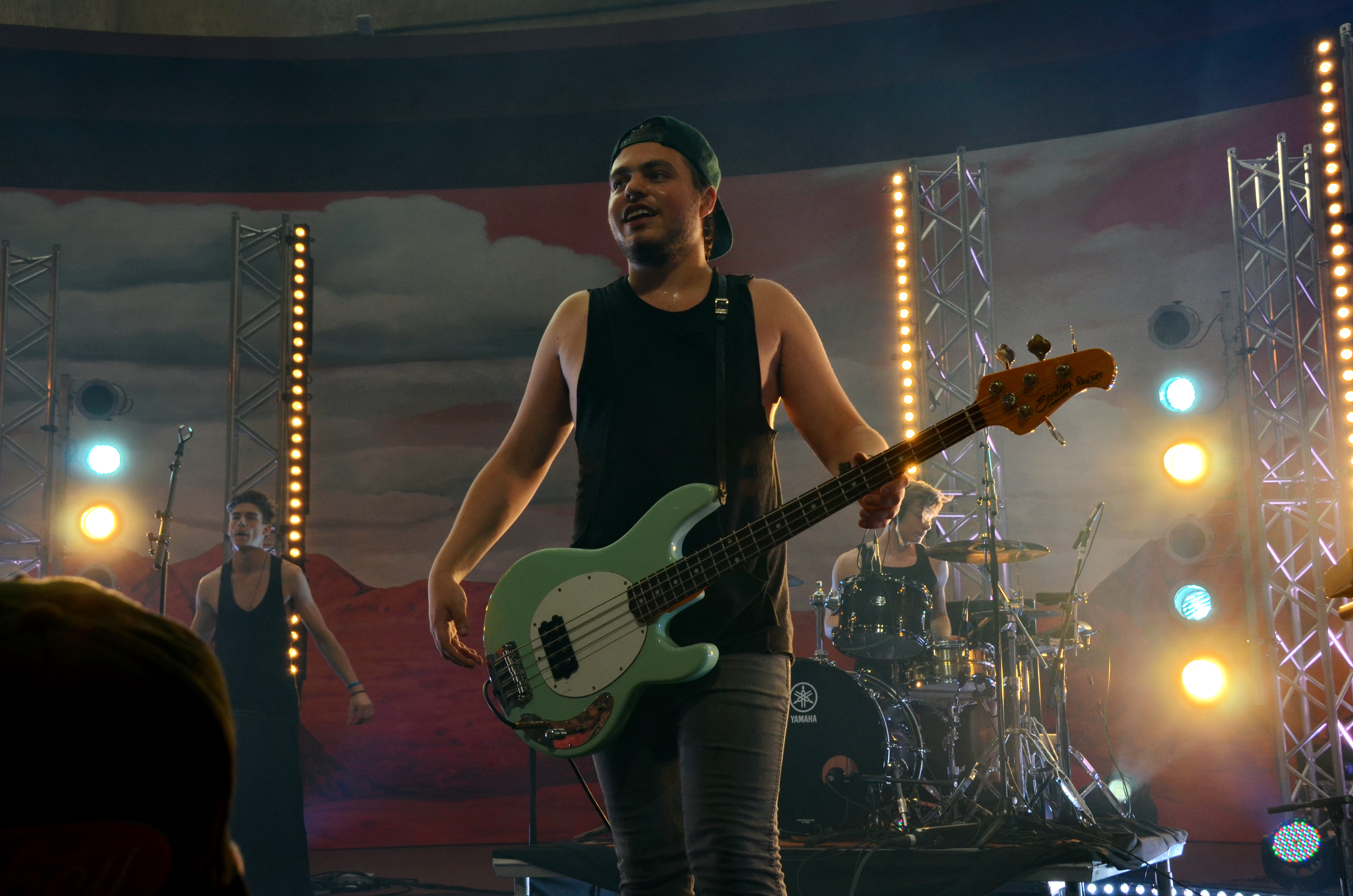
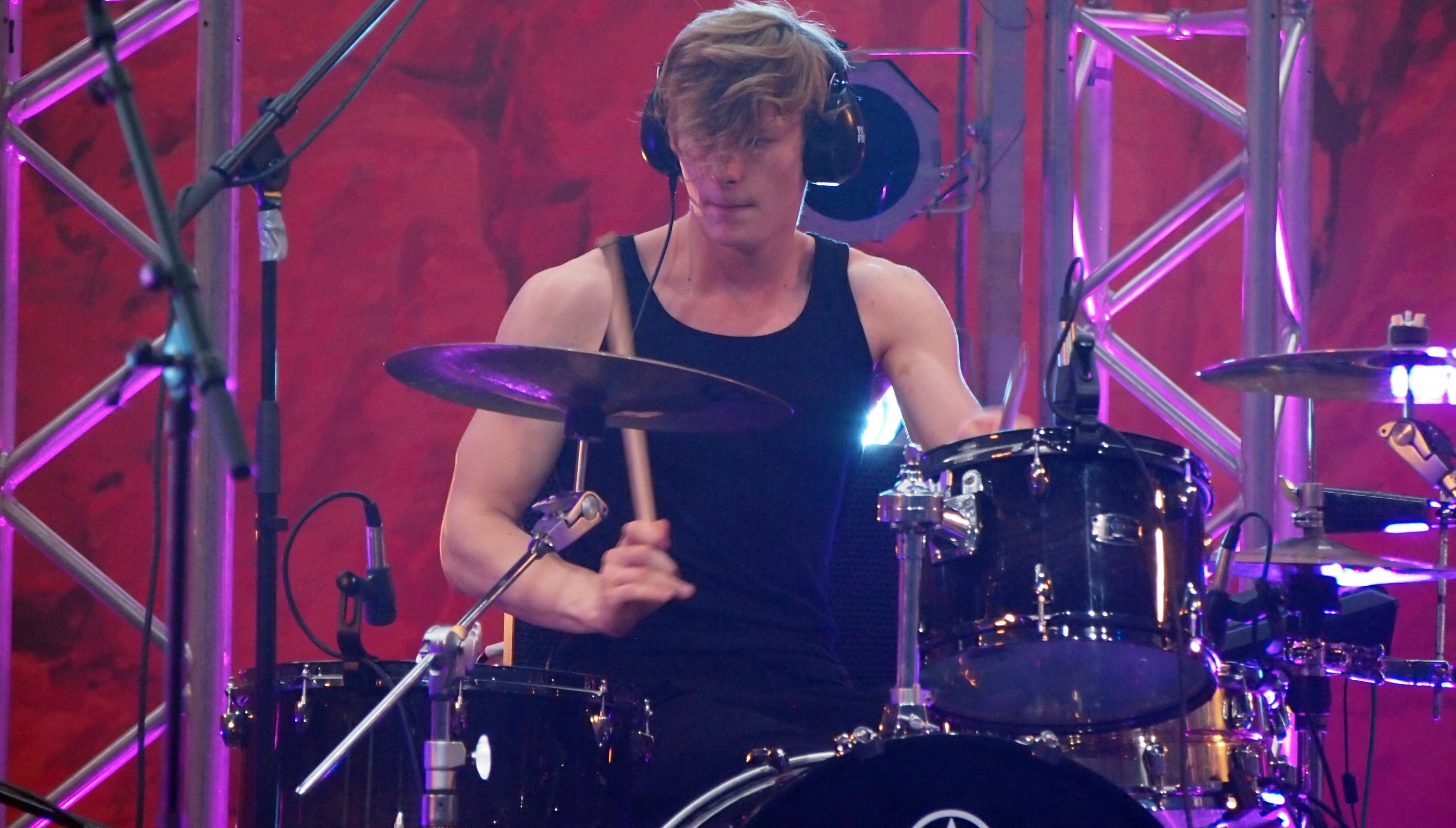

## Diskografie
Alben
- 2012: Nachtmensch (Flowerstreet Records)
- 2015: Neuer Mensch (Columbia Records)
- 2019: Lieder für die Autobahn (Columbia Records)

EPs
- 2010: The Exclusive (In Bloom Records)
- 2018: What’s Next (Bentley Records)

Singles
- 2018: 4 Seasons
- 2018: VVS
- 2018: Double Up
- 2018: Photo
- 2019: Missing You (feat. K Nasty)
- 2019: Oslo
- 2019: Motions (feat. Emmit Jay)
- 2019: Fiebertraum

Als Gastmusiker
- 2013: Sirenen (Thomas D feat. Exclusive)

## Auszeichnungen
- 2013: Sieger des Newcomer Contest Bayern
- 2013: Sieger des New Music Award